# Rhinomactrum rutilellum
Rhinomactrum rutilellum är en fjärilsart som beskrevs av Walsingham 1907. Rhinomactrum rutilellum ingår i släktet Rhinomactrum och familjen fransmalar. Inga underarter finns listade i Catalogue of Life.